# Mile Pešorda
Mile Pešorda (Grude, 15. kolovoza 1950.) hrvatski je i bosanskohercegovački književnik, prevoditelj i nakladnik. Antologijski je pjesnik i istaknuti intelektualac, dopisni član Europske akademije znanosti, umjetnosti i književnosti (AESAL) ‘Leonardo da Vinci’ sa sjedištem u Francuskoj.

## Život i djelovanje
Završio je gimnaziju u Grudama 1968.,s odličnim uspjehom položivši maturalni ispit. Diplomirao je na odsjeku romanistike Filozofskog fakulteta u Sarajevu 1973. temom o kazalištu apsurda, ocijenjenom najvišom ocjenom (10). Poslijediplomske i doktorske studije pohađao je u Zagrebu i Parizu, gdje je kod znamenitog europskog pisca Milana Kundere prijavio doktorsku disertaciju "Ideja Europe u djelu Ive Andrića i Miroslava Krleže". Godine 1971. – 1972. bio je voditeljem demonstratorskih vježbi iz latinskoga jezika sa studentima Filozofskoga fakulteta u Sarajevu. Radio je kao novinar u kulturnoj redakciji Radio-Sarajeva te zagrebački dopisnik za kulturu dnevnika "Oslobođenje" u Sarajevu. 
Od 1979. do 1990. je urednik u izdavačkoj kući "Veselin Masleša" u Sarajevu. U tom je razdoblju objavio i uredio više od tristo knjiga, među njima i pjesme Fernanda Pessoe, Paula Celana, Abdulaha Sidrana, Czesława Miłosza, Zbigniewa Herberta, Nikole Šopa, Desanke Maksimović, Marija Suška, sabrana djela Saula Bellowa, Isaka Samokovlije, Midhata Begića i Milana Kundere.
U svibnju 1968. pokreće, uređuje i izdaje prvi broj revije Ogledalo, koju vlasti zabranjuju. Idejni je začetnik i pokretač Šimićevih susreta održanih 30. svibnja 1970. godine u Grudama i završenih 31. svibnja 1970. u Drinovcima. Jedan je od sedmorice potpisnika Sarajevske deklaracije o hrvatskom jeziku 28. siječnja 1971. U SAD-u boravi 1988. kao gost State Departmenta. 
Od 1990. do 1994. je lektor-predavač na Sveučilištu u Francuskoj, zatim koordinator za UNESCO i savjetnik za kulturu u Ministarstvu vanjskih poslova, član uredničkoga vijeća revije Lettre Internationale u izdanju Centra PEN-a g. 1990. – 1994., glavni urednik u "A. G. Matošu" Samobor-Zagreb te jedan od utemeljitelja i urednika tjednika za kulturu Hrvatsko slovo. Sudjelovao je na brojnim međunarodnim znanstvenim simpozijima, okruglim stolovima i književnim susretima. U Francuskoj 1991. osniva Društvo francusko-hrvatskoga prijateljstva. U Parizu je savjetnik i sudionik znanstvenog simpozija "Les destins des nations de l'ex-Yougoslavie" (Sudbine nacija bivše Jugoslavije), održanog u veljači 1992. pod pokroviteljstvom Ministarstva vanjskih poslova Francuske.
Bio je ravnatelj Hrvatskoga kulturnog centra u Sarajevu od 1999. do 2000. i sudionik prvih Europskih književnih susreta u Sarajevu 2000. godine, s temom o pjesništvu Paula Celana. Sudjelovao je u pokretanju i koncipiranju edicije Hrvatska književnost Bosne i Hercegovine u 100 knjiga, gdje je i član Uredničkoga vijeća.

## Književnost
Prve pjesme, Protiv tame i Žena malog grada, objavio je 1967. u sarajevskom časopisu "Lica", a prvi veći ciklus pjesama objavio mu je Mak Dizdar u časopisu "Život" 1969. Prvu pjesničku knjigu Život vječni objavio je u izdavačkoj kući Svjetlost u Sarajevu 1971. i za nju dobio godišnju nagradu izdavača. U Zagrebu je 1998., objavljena njegova summa poetica, koncipirana kao nova knjiga, pod naslovom Knjiga ljubavi i gnjeva (Nakladni zavod Matice hrvatske i HKD Napredak Zagreb). Knjiga Slušam tvoj glas, tiskana 1980. u Mostaru, s crtežima Virgilija Nevjestića i pogovorom Jure Kaštelana, doživjela je tri izdanja. Pešordine Izabrane pjesme, u izboru Dževada Karahasana i s predgovorom Jure Kaštelana, uvrštene su u ediciju Književnost naroda i narodnosti BiH u 50 knjiga, Sarajevo 1985. U antologiju je uvršten već 1969. s pjesmom Moj otac, u "Panoramu mlade hrvatske književnosti", Republika, Zagreb.
U Rennesu je, u veljači 1992., u ediciji francuskih pjesnika, tiskana knjižica njegovih francuskih pjesama pod naslovom Parole pour Elle. Pjesme su mu prevedene na dvadesetak jezika i uvrštene u brojne tuzemne i inozemne antologije i panorame. Neka njegova djela je u svojoj antologiji Żywe źródła iz 1996. s hrvatskog na poljski prevela poljska književnica i prevoditeljica Łucja Danielewska.
U pariškom časopisu EUROPE s četiri je pjesme uvršten u izbor dvanaest najznačajnijih suvremenih hrvatskih pjesnika (2002.). Visoke ocjene njegovo pjesništvo je dobilo u povijesno-kritičkim pregledima hrvatske književnosti Dubravka Jelčića i Slobodana Prosperova Novaka, kao i u najnovijim povijesnim leksikonima hrvatskih pisaca i njihovih djela. Knjiga "Baščanska ploča, poema" (2008.) je opremljena slikama u boji akademskog slikara Luke Petrača i pogovorom Božidara Petrača. Književni kritičar Zdravko Gavran ističe pjesnikov "univerzalni pjev", koji "slikovno-metaforički iskazuje široke raspone Pešordina pjesničko-gnoseološkoga svijeta, neutomljive čežnje, polifoniju značenja i ujedno disciplinu duha".
Brojni su kritički napisi i eseji o njegovu pjesništvu, a među njima se izdvajaju oni Jure Kaštelana, Veselka Tenžere, Nihada Agića, Krešimira Šege, Ivana Božičevića, Željka Grahovca, Mirka Marjanovića, Eftima Kletnikova, Zdenka Lešića, Ive Pranjkovića, Cirila Zlobeca, Marinka Solde, Miljenka Stojića, Slobodana P. Novaka i Dubravka Jelčića.
Prevodi s francuskog, talijanskog, slovenskog i makedonskog jezika. Preveo je i neke pjesme makedonskog pjesnika Konstantina Miladinova.

## Članstva
Član je Matice hrvatske od 1970., Društva pisaca BiH od 1972., društava hrvatskih književnika u Zagrebu i Mostaru, Hrvatskoga društva klasičnih filologa, HKD Napredak, Udruge Hrvatska-Irska. Redoviti je član Hrvatskoga društva za znanost i umjetnost Bosne i Hercegovine od 2000. Od listopada 2017. je dopisni član Europske akademije znanosti, umjetnosti i književnosti (AESAL) 'Leonardo da Vinci' sa sjedištem u Parizu, ugledne europske organizacije koja okuplja 60-ak nobelovaca i nekoliko stotina najuglednijih svjetskih znanstvenika.

## Polemike
Pešorda je vodio sudski spor za klevetu protiv književnika Predraga Matvejevića. Potonji u novinskom članku Naši talibani (Jutarnji list, 10.XI.2001.) prokazuje, uz Ivana Aralicu i Anđelka Vuletića, i Pešordu kao jednog od pisaca koji su početkom devedesetih poticali na sukobe, zbog čega im treba suditi neki "sud stroži od Haškoga", jer da kao "kvislinški pisci" i "sarajevski talibani" snose dio odgovornosti za stradanja u BiH. Pešorda mu je odgovorio demantijem u "Fokusu", i tužio ga za klevetu. Općinski sud u Zagrebu je odredio Matvejeviću petomjesečnu uvjetnu kaznu zatvora., a presudu je godine 2010. potvrdio i Vrhovni sud. Prijepor je izazvao brojne reakcije u zemlji i inozemstvu, a u polemikama su oba književnika imala i pobornike i protivnike. Nakon Matvejevićevog teksta u talijanskom dnevniku Corriere della Sera (13. svibnja 2011.) Pešorda je pokrenuo još jednu tužbu.

## Nagrade
- 1970. Nagrada prvih "Šimićevih susreta" u Drinovcima, za pročitanu pjesmu "Tužbalica"
- 1972. Nagrada izdavačke kuće "Svjetlost" u Sarajevu, za knjigu pjesama "Život vječni"
- 1976. Godišnja nagrada dnevnika "Oslobođenje" u Sarajevu, za komentar "Zašto šutnja?"
- 1981. Godišnja nagrada za najbolju knjigu Književne omladine Bosne i Hercegovine, za pjesničku knjigu "Slušam tvoj glas"
- 1996. Najviše državno odlikovanje Republike Hrvatske za osobite zasluge za kulturu, Red Danice hrvatske s likom Marka Marulića
- 2007. 1. nagrada Dubravko Horvatić, za poemu "Baščanska ploča", objavljenu u Hrvatskom slovu 2006.
- 2009. Godišnja Nagradu Antun Branko Šimić, za knjigu "Baščanska ploča, poema".
- 2018. Nagrada "Hrvatski stećak" Matice hrvatske Stolac

## Recenzije i eseji o njegovom pjesništvu
- Panorama mlade hrvatske književnosti, Republika, Zagreb, 1969.
- Slavko Mihalić: Otvorena vrata pjesništva, Vjesnik, Zagreb, 29. IX. 1970.
- Sveto Jurčić: "Najmlađi hrvatski pjesnik", Imotska krajina br. 24., Imotski,15. 02. 1971.
- Stojan Vučićević: Novo ime, Hrvatski tjednik, Zagreb, 26. XI. 1971.
- Slobodan Blagojević: Život vječni dječaka jednog, Odjek, Sarajevo, 1. – 15. III. 1972.
- Veselko Tenžera: Život vječni, Vjesnik, Zagreb, 2. XI. 1972.
- Jakov Jurišić: Život vječni, Republika br. 11, Zagreb, 1972.
- Dragoljub Jeknić: Život vječni, Izraz br. 8, Sarajevo, 1972.
- Tomislav Ladan: Život vječni, Encyclopaedia moderna br. 8, Zagreb, 1973.
- Vlado Pandžić: Život vječni, Marulić br. 1-2, Zagreb, 1974.
- Mile Stojić, Krugovi gorčine i krugovi sjaja (Zipka zebnje), Naši dani, Sarajevo, 31. X. 1975.
- Ibrahim Kajan: "Mile Pešorda-ZIPKA ZEBNJE", Vjesnik, Zagreb, 7. 02. 1976.
- Krešimir Šego: "Pjesničko spoznavanje svijeta", Oslobođenje br. 9941, god. XXXIII., Sarajevo, 7. 02. 1976.
- Željko Ivanković: Zipka zebnje, Marulić br. 3, Zagreb, 1976.
- Ljubomir Cvijetić: Rast pjesnika (Zipka zebnje), Odjek br. 3, Sarajevo, 1. – 15. II. 1976.
- Nihad Agić: Punoća unutarnjeg giba (Zipka zebnje), Izraz br. 3, Sarajevo, 1976.
- Ivan Kordić: Antologija bosanskohercegovačke poezije, Život br. 7-8, Sarajevo, 1976.
- Nikica Mihaljević: "Pjesnik bez utočišta", Riječka revija br. 3, 1976.
- Mirjana Jurišić: "Mile Pešorda-ZIPKA ZEBNJE", Večernji list, Zagreb, 27. 07. 1976.
- Danijel Dragojević: "Poezija naglas", Radio-Zagreb III. program, 9. IV. 1977.
- Jure Kaštelan: Samoća i mnoštvo, Odjek br. 3, Sarajevo, 1. – 15. II. 1979.
- Željko Ivanković: Slušam tvoj glas, Odjek br. 24, Sarajevo, 15. – 31. XII. 1980.
- Jovica Aćin: Slušam tvoj glas, Treći program Radio-Sarajeva br. 33, Sarajevo, 1981.
- Munib Delalić: Slušam tvoj glas, Most br. 36, Mostar, 1981.
- Časlav Đorđević: SLUŠAM TVOJ GLAS, Književna reč, Beograd, 25. 09. 1981.
- Dragoljub Jeknić: "Slušam tvoj glas" Mile Pešorde, Borba, 11. 07. 1981.
- Enes Duraković: Prelijevanja, 1981.
- Željko Ivanković: Prelijevanja, Oslobođenje, Sarajevo, 19. XII. 1981.
- Nikola Guzijan: Tijelo u kući tijela, Putevi br. 4, Banja Luka, 1981.
- Ranko Risojević: Poetska polifonija, Oko, Zagreb, 3. – 17. 09. 1981.
- Mirko Peti: Prelijevanja, Vjesnik, Zagreb, 3. II. 1982.
- Krešimir Šego: "Cjelovit poetski rukopis. Mile Pešorda: Prelijevanja, Odjek br.7, Sarajevo, 1. – 15. IV. 1982.
- Zoran Kršul: Prelijevanja, Glas, Banja Luka, 30. 04. i 1. – 2. 05. 1982.
- Ranko Risojević: "Eros, xipnos, tanatos. Mile Pešorda: Prelijevanja", Književna reč br. 192., Beograd, 10. 06. 1982.
- Vitomir Lukić: Prelijevanja, Život br. 7-8, Sarajevo, 1982.
- Radmila Popović: Prelijevanja, Oslobođenje, Sarajevo, 7. VIII. 1982.
- Munib Delalić: Prelijevanja, Most br. 42, Mostar, 1982.
- Juraj Marek: Mogućnosti poetskog smisla ("Moj otac"), Male novine, Sarajevo, 1. XI. 1982.
- Sretko Vujković: "Antologija b-h poezije", Povelja br. 3, Kraljevo, 1982.
- Vidan Nikolić: Mile Pešorda - Prelijevanja, Delo br. 3, Beograd, 1983.
- Jure Kaštelan: Pogled u pjesmu (O lirici Mile Pešorde), Odjek br. 4.,Sarajevo, 15. – 28. 02. 1985.,
- Književnost naroda i narodnosti BiH u 50 knjiga, Sarajevo 1985.
- Vlatko Pavletić: Ključ za modernu poeziju, 1986.
- Katica Kulavkova: "Kakva kuća mu treba na jazikot", Razgledi br. 8/9, Skopje, 1987.
- Marinko Soldo: Kovač jezika u mrežama slobode, Život broj 7-8, Sarajevo, 1989.
- Eftim Kletnikov: Zapis o poeziji Mile Pešorde, Forum, 36, br. 11-12, Zagreb, 1997.
- Mirko Peti: Orfički fragmenti, Danas br.322, Zagreb, 19. IV. 1988.
- Ranko Risojević: "Fragment kao rješenje", Oko, Zagreb, 02. – 16. 06. 1988.
- Zvonimir Mrkonjić: Orfički fragmenti, Forum br. 9, Zagreb, 1988.
- Tonko Maroević: Hrvatski s filterom ("Parole pour elle"), Slobodna Dalmacija, 24. X. 1992.
- D.J.: "Pešorda među klasicima", Slobodna Dalmacija, 9. 12. 1994.
- Mirko Marjanović: Svjetlost u katakombama ("Slušam tvoj glas", II. izdanje), Vjesnik, 28. VIII. 1997.
- Vjekoslav Boban: Skica za portret Mile Pešorde, Hrvatsko slovo br. 189, Zagreb, 4. XII. 1998.
- Daniel Načinović: Kronika vremena i intime ("Knjiga ljubavi i gnjeva Mile Pešorde"), Glas Istre, 19. VIII. 1998.
- I.G.: "'Knjiga ljubavi i gnjeva Mile Pešorde", Glas Slavonije, Osijek, 14. XII. 1998.
- Darko Lukić: Summa glazbenosti hrvatske riječi ("Knjiga ljubavi i gnjeva"), Vjesnik, Zagreb, 16. XII. 1998.
- Stjepan Sirovina: "Spomenik vlastitom djelu. Mile Pešorda: Knjiga ljubavi i gnjeva", Bilten Franjevačke teologije u Sarajevu br. 2., g. 1998./1999.
- Ivo Pranjković: Kuća za jezik Mile Pešorde ("Knjiga ljubavi i gnjeva"), Hrvatska misao br. 158, Sarajevo, siječanj-ožujak 1999.
- Aneta Benac Krstić (A.B.K.): Eksperimentom dokazano ("Knjiga ljubavi i gnjeva"), Hrvatska misao br.10, Sarajevo, siječanj-ožujak 1999.
- Željko Grahovac: Pjesma - dar ispunjenja, Motrišta br. 12, Mostar, 1999.
- Hrvojka Mihanović-Salopek: Pešordina knjiga ljubavi ("Knjiga ljubavi i gnjeva"), Hrvatsko slovo, 7. V. 1999.
- Krešimir Šego: Pjesnik svijeta ("Knjiga ljubavi i gnjeva"), Slobodna Dalmacija, Split, 15. VI. 1999.
- Željko Kliment: Stihovi proročanske snage ("Knjiga ljubavi i gnjeva"),Večernji list, 20. XII. 1999.
- Ivan Božičević: Poezija, kuća koja plovi sferama ("Knjiga ljubavi ignjeva"), Književna Rijeka br. 5-8, Rijeka, 1999.
- Leksikon hrvatskih pisaca, autor koncepcije Krešimir Nemec, Školska knjiga, Zagreb, 2000.
- Hajrudin Vrnjak: "Samobitnost poezije u jeziku", Večernje novine, Sarajevo, 23. 03. 2000.
- Branka Balvanović: Alkemičar riječi, Hrvatska riječ, Sarajevo, 25. III. 2000.
- Irfan Horozović: Pogled u Knjigu ljubavi ignjeva, Hrvatska misao br. 15-16, travanj-rujan 2000.
- Branka Balvanović: "Magija pjesničke riječi" (Knjiga ljubavi i gnjeva), Hrvatska riječ, Sarajevo, 15. 04. 2000.
- Zdenko Lešić: Iskušenja jezika, Stećak br. 78, Sarajevo, lipanj 2000.
- Fra Vendelin Karačić: KNJIGA LJUBAVI I GNJEVA, Franjevačka galerija-Galerijska djelatnost 1999., Široki Brijeg, 2001.
- Dragan Šimović: "Pokušaj plovidbe u jednoj pjesumi - O pjesništvu Mile Pešorde", Osvit br. 1-2,2001.
- Ciril Zlobec: Pogovor/spremna beseda, in Mile Pešorda: DREVO Z DUŠO PTICE/STABLO S DUŠOM PTICE-slovensko-hrvaška pesniška antologija, Lipa, Koper, 2002.
- T,V,: "Nepodkupljiv,orakeljski glas", Primorske novice, Koper, 24. 12. 2002.
- Zdenko Lešić: "Skušnjave jezika", Revija 2.000 št.151/152, Ljubljana, 2002.
- Slobodan Prosperov Novak: Povijest hrvatske književnosti od Baščanske ploče do danas, Goldenmarketing, Zagreb, 2003.
- Miljenko Stojić: Izoštravanje slike ("Drevo z dušo ptice/Stablo s dušom ptice"), Radiopostaja "Mir" Međugorje, 5. V. 2003.
- P.K.: "Prihaja Pešorda", Delo, Ljubljana, 14. 03. 2003.
- Antun Lučić: "Pjesništvo preko granica", Motrišta br. 27., Mostar, 2003.
- Dubravko Jelčić: Povijest hrvatske književnosti - Tisućljeće od Baščanske ploče do postmoderne (Drugo,znatno prošireno izdanje), Naklada Pavičić, Zagreb, 2004.
- Marjan Tomšič: Pesnikov Quaero hominem ("Drevo z dušo ptice"Stablo s dušom ptice"), Delo, Ljubljana, 1. IX. 2003.
- Ciril Zlobec: Jedinstvo u mnogoglasju - o poeziji Mile Pešorde,Nova Istra,8 (2003.)2 i Bosna Franciscana br. 20, Sarajevo, 2004.
- Daniela Vujica: Poezija Mile Pešorde skupa s Ungarettijevom i Nerudinom, Fokus, Zagreb, 5. VIII. 2005.
- Darko Kovačić: "Matvejevićeva vješala za hrvatske književnike", Fokus, str. 15., Zagreb, 11. XI. 2005.
- Zora Tavčar: "Mile Pešorda / Drevo z dušo ptice", Mladika broj 9/god. 50., Trst, studeni 2006.
- Zvonimir Šeparović: "Kleveta je ozbiljan zločin", Hrvatsko slovo br. 791., Zagreb, 18. 06. 2008.
- Leksikon hrvatske književnosti-Djela, Školska knjiga, Zagreb, 2008.
- Božidar Petrač: "Baščanska pločaMile Pešorde", pogovor in Mile Pešorda: Baščanska ploča, poema', Alfa, Zagreb, 2008.'
- Zdravko Gavran: Samosvojni i iskonski Pešordin glas ("Baščanska ploča, poema"), Hrvatsko slovo br. 709, 21. XI. 2008.
- Marina Kljajo-Radić: "Mile Pešorda: Baščanska ploča, poema", Hrvatsko slovo br.724., Zagreb, 6. 03. 2009.
- Mato Nedić: Stoljetna povijest zabilježena u kamenu, Osvit br. 3-4, Mostar, 2009.
- Branimir Bošnjak: Hrvatsko pjesništvo / pjesnici XX. stoljeća - II. dio, Zagreb, 2010.
- Dean Slavić: "Mile Pešorda: BAŠČANSKA PLOČA, POEMA", Dometi br. 3-4, Rijeka, 2010.
- Đuro Vidmarović: Nacionalno, univerzalno, božansko, Klasje naših ravni br. 3-4., Subotica, 2010.
- Vera Blažević: "Druženja ugodna s književnikom Milom Pešordom", Godišnjak Ogranka MH u Vinkovcima br. 28., 2011.
- Slavko Harni: Jezik poznat pticama, Bosna Franciscana br. 34., Sarajevo, 2011.
- Mate Kovačević: "Ukriženjem do uskrsa", Hrvatsko slovo br. 956., Zagreb, 16. 08. 2013.
- Ines Cergol: "Simbol identitete" - pogovor, in Mile Pešorda, BAŠČANSKA PLOŠČA, POEMA-BAŠČANSKA PLOČA, POEMA, Ljubljana, 2013.
- Luko Paljetak: "I n t r o i b o Mile Pešorde" - pogovor, in Mile Pešorda, BAŠČANSKA PLOŠČA, POEMA-BAŠČANSKA PLOČA, POEMA, Ljubljana 2013.
- Milica Lukić - Vera Blažević: "Baščanska ploča kao književno nadahnuće i instrument lingvostilističke analize", Anafora I/1., 2014.
- Ines Cergol: "Simbol identiteta", Nova Istra" br. 1-2, 2016., sa slovenskoga preveo Goran Filipi
- Goran Filipi: "Pešordina 'Bašćanska ploča'", Nova Istra br. 1-2, 2016.
- Vanesa Begić: "Knjiga od riječi za tišinu", Nova Istra br. 1-2, 2016.